# Kenneth Börjesson

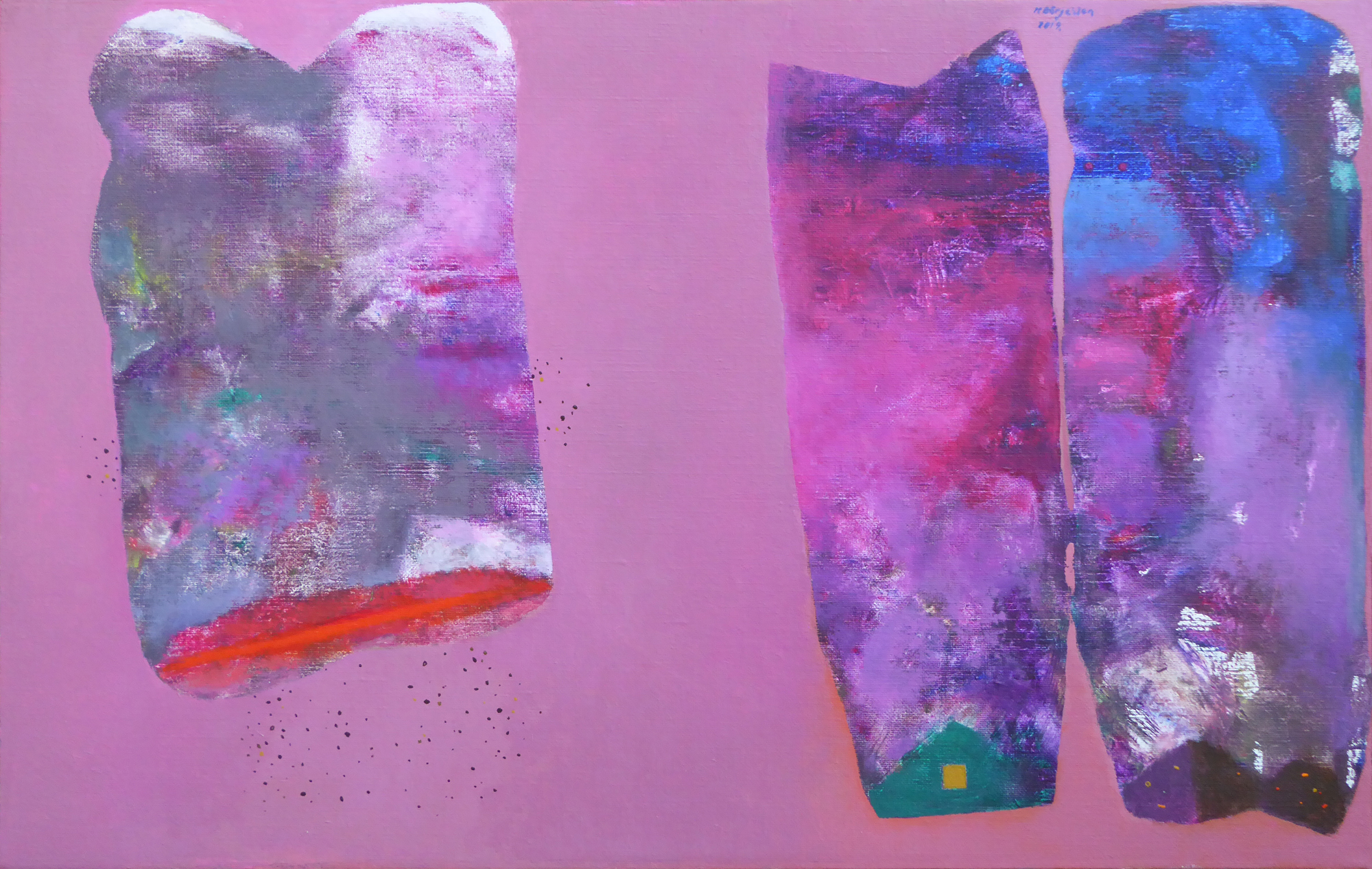
Former med olika öppningar. Oljemålning, 49x75 cm. 2018. Av Kenneth Börjesson.

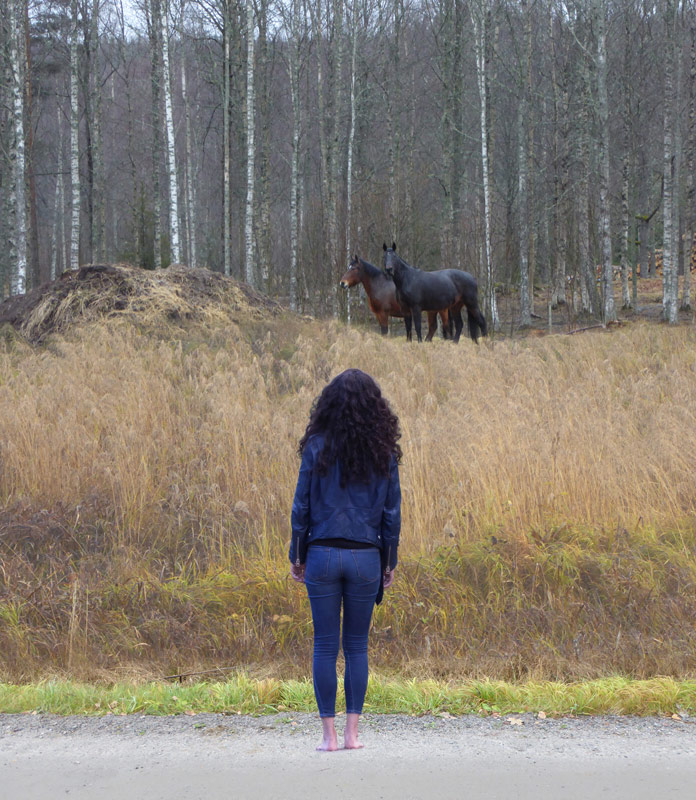

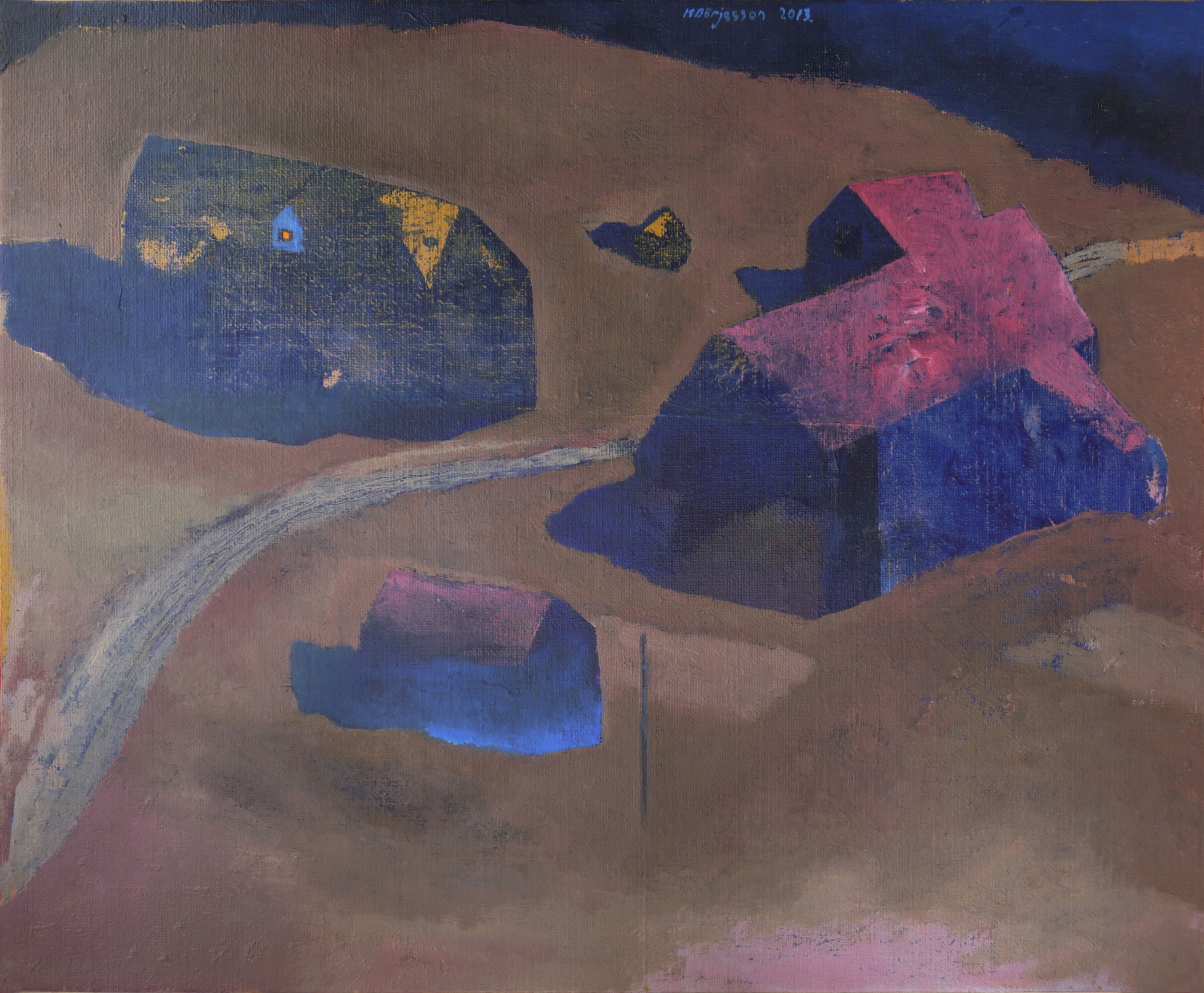
Gården där spelmannen en gång bodde. Oljemålning, 38x46 cm. 2013. Kenneth Börjesson.

Kenneth Börjesson, född 1957, är en svensk konstnär bosatt i Brunskog i Värmland.
Börjesson är förutom två års studier vid  en estetisk folkhögskola, 1976-1978, autodidakt som konstnär. Han har medverkat i samlingsutställningar med Arvika konstförening sedan 1977, Höstsalongen på Värmlands museum sedan 1978 och på Liljevalchs konsthalls vårsalong ett flertal gånger mellan 1985 och 2000. Separat har han ställt ut på Värmlands museum i Karlstad, von Echstedtska gården/Värmlands museum, Rackstadmuseet i Arvika, galleri Aveny i Göteborg, konsthallen i Kristinehamn och Konstfrämjandet i Stockholm, Örebro, Uddevalla, Borlänge och Karlstad.
Bland hans offentliga arbeten märks utsmyckning för Barnpsyket på Centralsjukhuset i Karlstad, Arvikafestivalen 1995, Livsformer i aulan på Ingesunds folkhögskola i Arvika 1996, Älvens tempel för Rastplats Kulturriket vid Fagerås Norsälven i Värmland 1999 - 2015. Börjesson är representerad vid Värmlands museum, Statens Konstråd, Rackstadmuseet, Göteborg stad samt ett flertal landsting och kommuner.
Som scenograf har Börjesson arbetat med Totalteatern i Arvika (Pestkungen av Lars Andersson 1996/turné) och han var patinerare i TV-serien (SVT) Morsarvet 1993. Börjesson är också verksam som pedagog.
Börjesson har gjort bokomslagsbilder till Lars Anderssons Fylgja, 2004 (Heidruns förlag) och Uppenbarelser, 2014 (Daidalos AB förlag).
Han har tilldelats Värmlands konstförenings ungdomsstipendium 1987, Statligt arbetsstipendium 1991, Thor Fagerkvist-stipendiet och BUS-stipendiet. 1988 gjorde Sveriges television ett porträtt av Kenneth Börjesson.
Kenneth Börjesson lever sedan 1976 tillsammans med keramikern Kerstin Andersson och de samverkar ibland med gemensamma utställningar.